# هانس نیلسن
هانس نیلسن (انگلیسی: Hans Nielsen؛ ۳۰ نوامبر ۱۹۱۱ – ۱۱ اکتبر ۱۹۶۵) یک هنرپیشه اهل آلمان بود. وی بین سال‌های ۱۹۳۷ تا ۱۹۶۵ میلادی فعالیت می‌کرد.
از فیلم‌ها یا برنامه‌های تلویزیونی که وی در آن نقش داشته است می‌توان به تایتانیک، دادگاه نظامی اشاره کرد.